# Bataille de Hong Kong
Théâtre d'Asie du Sud-Est de la Guerre du Pacifique
Batailles
Batailles et opérations de la guerre du Pacifique

Japon :
- Raid de Doolittle
- Bombardements stratégiques sur le Japon (Tokyo
- Yokosuka
- Kure
- Hiroshima et Nagasaki)
- Raids aériens japonais des îles Mariannes
- Campagne des archipels Ogasawara et Ryūkyū
- Opération Famine
- Bombardements navals alliés sur le Japon
- Baie de Sagami
- Invasion de Sakhaline
- Invasion des îles Kouriles
- Opération Downfall
- Reddition du Japon

Pacifique central :
- Pearl Harbor
- Guam (1941)
- Wake
- Raid sur les îles Gilbert et Marshall
- Opération K
- Midway
- Opération RY
- Campagne des îles Gilbert et Marshall
- Campagne des îles Mariannes et Palaos
- Campagne des archipels Ogasawara et Ryūkyū
- Opération Inmate

Pacifique du sud-ouest :
- Nauru
- Invasion des Philippines (1941-42)
- Invasion des Indes orientales néerlandaises
- Opérations de l'Axe dans les eaux australiennes
- Raids aériens japonais sur l'Australie (1942-43)
- Opération Ke
- Campagne des îles Salomon
- Campagne de Nouvelle-Guinée
- Campagne des Philippines
- Campagne de Bornéo (1945)

Asie du sud-est :
- Invasion de l'Indochine (1940)
- Océan Indien (1940-45)
- Guerre franco-thaïlandaise
- Invasion de la Thaïlande
- Campagne de Malaisie
- Hong Kong
- Singapour
- Campagne de Birmanie
- Opération Kita
- Indochine (1945)
- Détroit de Malacca
- Opération Jurist
- Opération Tiderace
- Opération Zipper
- Bombardements stratégiques (1944-45)

Guerre sino-japonaise
Front d'Europe de l’Ouest
Front d'Europe de l’Est
Bataille de l'Atlantique
Campagnes d'Afrique, du Moyen-Orient et de Méditerranée
Théâtre américain
La bataille de Hong Kong est un affrontement militaire qui a lieu du 8 au 25 décembre 1941, au cours de la guerre du Pacifique pendant la Seconde Guerre mondiale. Elle oppose les forces de l'empire du Japon à la garnison britannique de Hong Kong, qui comprend également des troupes canadiennes, indiennes et chinoises. L'offensive japonaise débute huit heures après l'attaque de Pearl Harbor, marquant l'entrée en guerre du Japon contre les puissances alliées.
Après avoir envahi les Nouveaux Territoires et repoussé les défenseurs sur l'île de Hong Kong, les troupes japonaises poursuivent leur progression malgré la résistance organisée autour des positions fortifiées du mont Parker (en) et du mont Davis (en). Les combats sont intenses et se déroulent dans des conditions difficiles, causant de lourdes pertes des deux côtés. Face à la supériorité numérique et matérielle des assaillants, la garnison alliée capitule le 25 décembre, jour désigné par la suite sous le nom de « Noël noir » (Black Christmas).
La bataille de Hong Kong se solde par une victoire japonaise et la première reddition de troupes canadiennes pendant le conflit. L'île reste occupée par le Japon jusqu'à sa libération en 1945. Le traitement des prisonniers de guerre et des civils pendant l'occupation fait l'objet de nombreuses controverses et a marqué durablement la mémoire collective des pays impliqués.

## Contexte
En 1936, la colonie britannique de Hong Kong commence à se préparer contre une éventuelle menace posée par les troupes japonaises, l’armée impériale japonaise occupe Canton en octobre 1938, en construisant la ligne de fortifications Gin Drinkers. Le territoire ne disposait cependant que d'une force armée limitée, malgré le renfort de deux bataillons de soldats coloniaux indiens des régiments du Rajput et du Punjab et d'une milice locale, le Corps des Volontaires de la Défense de Hong Kong (Hong Kong Volunteer Defense Corps). Le 2e bataillon du régiment Royal Écossais était stationné à Hong Kong, de même que le 1er bataillon du régiment du Middlesex.
Malgré les intentions manifestement belliqueuses du Japon dans les mois précédents, le gouvernement du Royaume-Uni n'avait envoyé que peu de renforts de troupes, préférant se concentrer sur la défense de ses autres territoires asiatiques. Le Canada avait néanmoins fourni un contingent issu des corps des Winnipeg grenadiers (en) et des Fusiliers royaux du Canada, arrivé six semaines avant l'attaque japonaise, et dont une partie n'avait pas encore d'expérience du combat.

## Bataille et reddition britannique

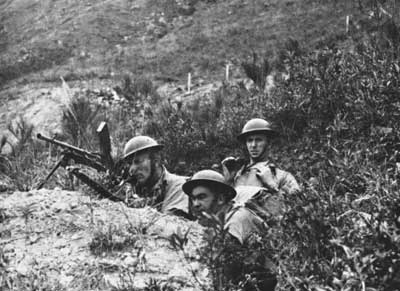
Infanterie canadienne à Hong Kong.

Les Britanniques, les Canadiens, les soldats Indiens et les  volontaires, soutenus par des renforts de la Royal Air Force, résistèrent 17 jours aux troupes japonaises commandée par Takashi Sakai.
Les Japonais gagnèrent la supériorité de l'air le premier jour de la bataille et les forces défensives étaient trois fois moins nombreuses que l'ennemi. L'équipement des troupes postées dans la Gin Drinkers Line s'avéra insuffisant pour arrêter l'avance des Japonais. Les Anglais et les Indiens se retirèrent de la ligne, et par conséquent de Kowloon, sous le bombardement de l'aviation et de l'artillerie. Un combat féroce continua sur l'île de Hong Kong ; le seul réservoir dans Hong Kong fut perdu. Les Winnipeg Grenadiers défendaient le quartier stratégique de Wong Nai Chong Gap qui contrôlait le flux entre le centre-ville et les parties sud de l'île plus reculées. Les quarante membres du comité local de la France libre, constitué en 1940 par le consul de France, participèrent à la défense parmi les unités de volontaires. La république de Chine venant d'intégrer les Alliés, il fut question que les troupes chinoises interviennent pour prêter main-forte aux Britanniques, mais la défense de Hong Kong tomba avant qu'une action ne puisse être entreprise.
À la date du 25 décembre 1941, connue sous le nom de « Noël noir » par les habitants de Hong Kong, les hauts fonctionnaires coloniaux britanniques, avec à leur tête le gouverneur de Hong Kong, Mark Aitchison Young, se rendirent au lieutenant-général Takashi Sakai et à son chef d'état-major, Tadamichi Kuribayashi, au troisième étage du Peninsula Hôtel.
Certaines troupes retranchées au dépôt central de munitions d'artillerie au sud de l'île résisteront cependant jusqu'au 27 décembre.

## Conséquences et crimes de guerre
Au matin du 25, des soldats japonais investirent l'hôpital installé dans le St Stephen's College, et massacrèrent une soixantaine de soldats blessés, ainsi que le personnel hospitalier. On estime que 10 000 femmes ont été violées dans les premiers jours après la chute de Hong Kong. Un grand nombre de résistants réels ou supposés furent exécutés.
Hong Kong fut ensuite soumise à une administration militaire japonaise. Rensuke Isogai en devint le premier gouverneur.
Philip Snow, un historien de la période, raconte que les rations des civils furent sévèrement réduites afin de conserver la nourriture pour les soldats. Il y eut de nombreuses expulsions vers des régions de la Chine continentale qui étaient encore plus dépourvues et plus touchées par la famine et les maladies. Les expulsions visèrent la plupart des rapatriés chinois qui avaient rejoint Hong Kong quelques années plus tôt, lors de la guerre sino-japonaise.
Les prisonniers de guerre furent envoyés dans des camps de travail, situé sur le territoire de Hong Kong ou bien au Japon.
Des forces de résistance chinoises, comptant notamment les réseaux du Parti communiste chinois basés dans le Guangdong, furent actives dans les Nouveaux Territoires. Ces colonnes menèrent des actions de guérilla et informèrent les forces armées britanniques jusqu'à la fin du conflit mondial, amenant les Japonais à organiser des opérations de répression et à raser plusieurs villages,.
Hong Kong fut occupé jusqu'au 15 août 1945, peu avant la capitulation du Japon. À la maison du Gouvernement à Hong Kong, des officiers supérieurs japonais, le général de division Okada et le contre-amiral Fujita signeront la capitulation de l'occupation de Hong Kong à des officiers britanniques dirigés par l'amiral Sir Bruce Fraser, 1er baron Fraser de North Cape.

## Filmographie
- La bataille de Hong Kong, réalisé par Brian McKenna, de la série La bravoure et le mépris, l'ONF du Canada, 1992, no. 9291098.
- La période sombre : Les Canadiens à Hong Kong, 1941, par Norm Christie, de la série Pour le roi & le pays (version fr. King & Country), Breakthrough Entertainment & History Television, 2004.
- Les survivants de la bataille de Hong Kong, par Jean Guénette, Georges Amar (Pour RDI), Gaspa, Canada, 2011, Lien web.